# アジア諸国とレース
アジア諸国とレース（アジアしょこくとレース）では、アジア諸国のレースの歴史について述べる。
アジア諸国では、19世紀半ばに宣教師たちによりレース文化が紹介され、19世紀末にはレース産業が拡大し、ヨーロッパに輸出された。

## 中国
中国での手作りのボビンレース、ニードルレースは、ヨーロッパの最高級品に匹敵するまでに質が高まった。しかし、独自の様式を見出すにはいたらず、ヨーロッパの伝統的パターンの模倣であった。1920年代以降、中国のレースはヨーロッパのレースの需要の殆どを生産した。特に、ポワン・ド・ブリュージュ、ポワン・ド・ヴニーズ、ネット刺繍が作られた。

## フィリピン
フィリピンでは、古くからスペイン風刺繍の輸出産業が知られていた。19世紀末から、1930年代まで、レースとともにパッチワークのベッドカバー、カーテン、テーブルクロス、ナプキンなどを輸出した。

## インド
イギリス人により、インドには19世紀半ばにクリュニー、マルタ、トーション、リールなどのボビンレースが伝わり、インド南部やセイロン島などで生産された。その伝統は、ナーグブル地方やスリランカで受け継がれている。

## 日本
1870年代に、日本政府が横浜に設立したレース教習所が唯一の教習所であった。他のアジア各国のような手作りレースの輸出産業は発展しなかった。ヨーロッパの伝統的な「手作りのレース」という概念は明確でなく、編み物と区別されないで表現されることが多い。
第二次世界大戦以降、欧米に渡航した子女により、各地のボビンレース・クロッシェレース・クンストレースなどが紹介され、各種テキスト類の販売とともに、カルチャーセンターなどで教習されている。
近年、服飾に機械レースを多用するファッションが流行っており、1990年代までは、下着にしか使用されなかったような種類の機械レースが、下着だけでなく、あらゆる種類の布地の製品に縫い付けられ、人目につくよう装飾されるようになっている。